# Сперматогенеза
Сперматогенезата е процес на образуване на мъжки полови клетки с хаплоиден хромозомен набор. Сперматогенезата протича като процес в семенните каналчета на тестисите. При човека започва по време на пубертета, т.е. между единадесетата и дванадесетата година от живота на момчето. В годините на старостта постепенно намалява.

## Същност и особености
Изхвърлянето на сперматозоидите от мъжкия организъм не е постоянно. Те се включват в състава на спермата, която се излива на порции чрез контракции на мускулатурата на семеотводите. Процесът се нарича еякулация.
Семенните каналчета на тестиса са покрити отвътре по цялата дължина с хиляди родоначални клетки, които влизат последователно в сперматогенезата, осигурявайки производството на милиони сперматозоиди дневно.
Разположението на тестиса извън коремната кухина при бозайниците е благоприятно за сперматогенезата, защото за нейното правилно протичане е необходима температура по-ниска от телесната.

## Фази
Сперматозоидите преминават през четири фази, преди да се превърнат в напълно зрели и годни за оплождане клетки.
1. Фаза на размножаване
2. Фаза на нарастване
3. Фаза на зреене
4. Фаза на формиране. Тази фаза е характерна само за сперматогенезата и отсъства при овогенезата.